# Waldemar Kotas
Waldemar Kotas (ur. 27 lutego 1950 w Końskich) – polski aktor teatralny i filmowy, pedagog.
Autor sztuk teatralnych "Foczka Akrobatka", "Straszliwie Straszne Straszydło" i "Czas Czarodziej".

## Życiorys
W 1972 roku ukończył studia na PWST w Krakowie. Występował w następujących teatrach:
- Teatr Ziemi Opolskiej (1972–1973)
- Teatr Polski w Poznaniu (1973–1975)
- Teatr Dramatyczny im. Jana Kochanowskiego w Opolu (1975–1984, 1992–2016)
- Teatr im. Adama Mickiewicza w Częstochowie (1984–1988)
- Teatr Współczesny we Wrocławiu (1988–1992)
- Teatr Ekostudio w Opolu

## Filmografia
- 1994: Cudowne miejsce − Pietranek
- 2001: Marszałek Piłsudski (odc. 1)
- 2001: Przedwiośnie − minister
- 2001: Wiedźmin − karczmarz z Erlenwaldu
- 2002: Wiedźmin − karczmarz z Erlenwaldu (odc. 6)
- 2004 Pierwsza Miłość -  jubiler, u którego Stefani Konopka zamawiała pierścionek z brylantem; dziekan Wydziału Chemii Politechniki Wrocławskiej; sąsiad Marcela Nijaka, pisarza (odcinek: 2903); sąsiad Henryka "Kaśki" Saniewskiego (odcinek: 3204)
- 2005: Kryminalni  − kierownik w firmie Wiesława Kuźmicza (odc. 25)
- 2007: Niania − rzeźnik Paweł (odc. 70)
- 2010: Ojciec Mateusz − stajenny Waldek (odc. 50)
- 2015: Świat wg Kiepskich -  Zawichost (odc. 467 Powrót Kopcińskiego)
- 2018: Na sygnale - Marian, ojciec Krzysztofa (odc.187 Wzorowy Ojciec)
- 2018-2020: Korona Królów - Ochmistrz Przybysław, ojciec Heleny (odcinki: 95-97, 103-104, 129, 136-137, 142-143, 148, 152, 180, 185, 191, 195-201, 204, 206, 225)
- 2020: Na dobre i na złe - Horacy ( odc. 773 Skrzywdzeni przez bliskich, odc. 774 Zazdrość)
- 2021: Cudak - Pawlak
- 2021: Komisarz Alex - Sąsiad Grzywacza (odc. 199 Szósty Zmysł)
- 2023: W szachu. Ostatnia rozgrywka - Sędzia Olimpijski